# 21514 Ґамалскі
21514 Ґамалскі (21514 Gamalski) — астероїд головного поясу, відкритий 22 травня 1998 року.
Тіссеранів параметр щодо Юпітера — 3,352.